# Vernonia glaberrima
Vernonia glaberrima là một loài thực vật có hoa trong họ Cúc. Loài này được Welw. ex O.Hoffm. miêu tả khoa học đầu tiên.